# Saratoga (film)

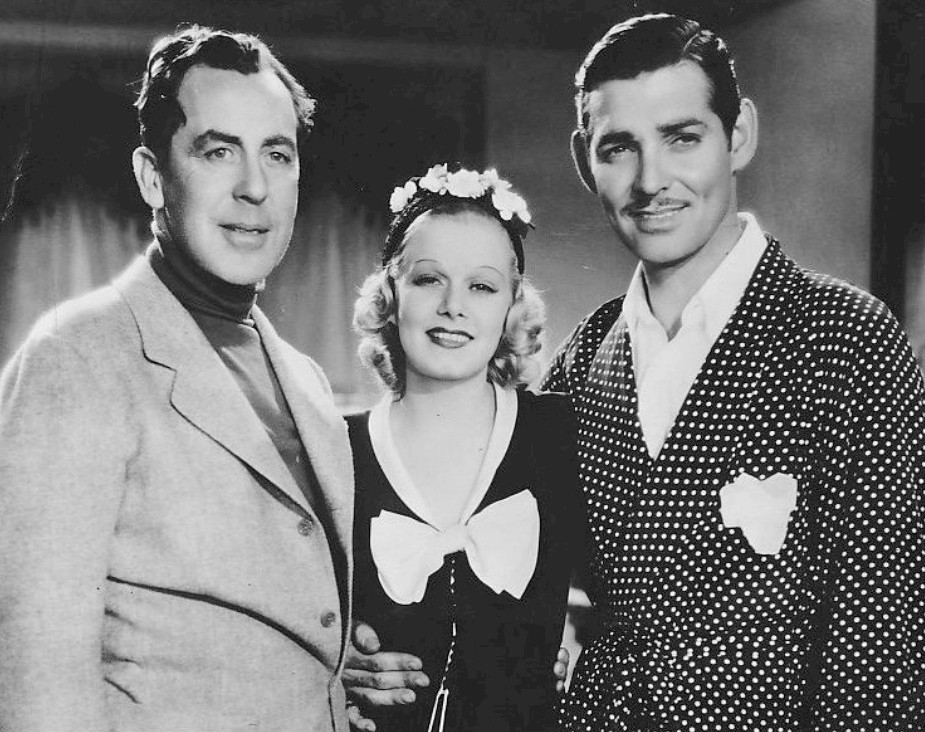
Jack Conway, Jean Harlow, en Clark Gable tijdens de opnamen voor Saratoga

Saratoga is een film uit 1937 onder regie van Jack Conway. De film werd uitgebracht door Three Lines Pictures.

## Verhaal
Carol Clayton is de dochter van een paardenfokker in Saratoga. Duke Bradley flirt met haar, maar zij ziet niets in hem. Doch haar vader heeft schulden bij hem en hij blijft rondhangen...

## Rolverdeling
| Acteur           | Personage                 |
| ---------------- | ------------------------- |
| Clark Gable      | Duke Bradley              |
| Jean Harlow      | Carol Clayton             |
| Lionel Barrymore | Grootvader Clayton        |
| Frank Morgan     | Jesse Kiffmeyer           |
| Walter Pidgeon   | Hartley Madison           |
| Una Merkel       | Fritzi Kiffmeyer          |
| Cliff Edwards    | Tip O'Brien               |
| George Zucco     | Dr. Harmsworth Beard      |
| Jonathan Hale    | Frank Clayton             |
| Hattie McDaniel  | Rosetta Washington        |
| Frankie Darro    | Jockey Dixie Gordon       |
| Henry Stone      | Jockey Hand-Riding Hurley |